# Abu Darwish-moskee
De Abu Darwish-moskee in de Jordaanse hoofdstad Amman is een van de beroemdste moskeeën van het land en herbergt een madrasa met een studiebibliotheek. Het is gelegen in de moslim-christelijke wijk al-Ashrafiyya.

## Geschiedenis
De bouw van de moskee was het initiatief van de Tsjerkese timmerman en vastgoedeigenaar Mustafa Hassan Sharkass uit Sarkhomi in de Kaukasus, ook bekend als Abu Darwish. Hij besloot geen eengezinswoning te bouwen en besloot in de zomer van 1959 een kleine moskee te bouwen op de nog steeds dunbevolkte heuvel tegenover het Bashir-ziekenhuis. Hiervoor kreeg hij de steun van Sa'id al-Mufti, voormalig premier, en Ali al-Jabari, de toenmalige Jordaanse minister van Onderwijs. De politici wilden dat er samen met de moskee een school zou worden gebouwd en kwamen overeen om jaarlijks 2.000 Jordaanse dinar aan subsidies te verstrekken. In november 1961 werden de bouwwerkzaamheden voltooid onder leiding van de christelijke ondernemer Sami Nimeh. De bouwkosten bedroegen 85.000 Jordaanse dinar. In 1967 werd een studiebibliotheek toegevoegd onder leiding van Yusuf Hussein Asfour. Lid van de raad van commissarissen Subhi Mustafa al-Warnali schonk ongeveer 1.000 boeken. In 2008 beschikte de bibliotheek over meer dan 3.200 titels over kwesties van het islamitisch onderwijs.

## Gebouw
Opvallend is het zwart-wit gestreepte metselwerk, dat verwijst naar de traditionele architectuur van de Levant. Voormalig Jordaanse diplomaat en lokale historicus Seleem Ayoub Quna vergelijkt het gebouw met de al-Azhar-moskee in Caïro en de architectuur van Kairouan in Tunesië. Vanaf 1974 was de moskee de uitzendlocatie voor de gemeenschappelijke oproep tot het gebed in Amman. Na 1984 werd deze functie overgebracht naar de nieuw gebouwde Koning Abdullah I-moskee.
De gebedsruimte biedt op drie niveaus plaats aan in totaal 2.000 tot 3.000 gelovigen. De religieuze school heeft een capaciteit van maximaal 1000 leerlingen in twee ploegen. De moskee is de begraafplaats van de oprichter Abu Darwish. Het interieur is sober, maar wel bekleed met Perzische tapijten. Alleen moslims mogen de moskee betreden, die al van ver zichtbaar is.